# ليتني امرأة
ليتني امرأة رواية صدرت في 2008 للصحفي والروائي السعودي عبد الله زايد. استقطبت اهتمام أوساط ثقافية وقراء في السعودية، حرصوا كما ذكرت تقارير إخبارية على قراءتها من خلال الدول المجاورة أو الشراء عبر الإنترنت. بعد أن منعت في السوق السعودي.

## أحداث الرواية
تقوم أحداث الرواية حول شخصية رجل ذا نفوذ واسع في مجتمعه يقوم برحلة صيد في الصحراء، إلا أنه يوشك على الموت من شدة العطش، وهنا يسترجع ذكرياته والتي كان من بينها مواقفه المبنية على وجهة نظر متطرفة من المرأة كونه كان مسؤولا سابقا استغل منصبه في مواجهة أي حق للمرأة ومن بينهن بناته. ليفاجأ لاحقا أن بناته واللائي كان يقوم بنبذهن وتهميشهن هن اللاتي قمن بالبحث عنه في الصحراء مستعينات بامرأة تسكن الصحراء، بينما أبناؤه الذكور في غياب تام عنه.
ومن العناوين التي تضمنتها الرواية عند سرد الأحداث: نجود أول قضية، دماء من أجل لقمة العيش، الآن أنني أهذي، مناضلة من الطريق الصعب، العقل المعركة الأخيرة.

## منع
فيما شاركت الرواية في عدد من معارض لكتاب الإقليمية بينها معرض أبوظبي للكتاب ومعرض البحرين، إلا أنه لم يسمح للرواية بالمشاركة في معرض الرياض للكتاب. ولاقت هذه الرواية منذ الإعلان عن صدورها ردود فعل متباينة في السعودية حيث استهجنت عند الإعلان عنها بسبب عنوانها «ليتني امرأة» حيث فسر البعض دعوة الكاتب لتحويل الجنس من ذكر لأنثى، كما اعتبرها البعض «رواية جنسية».
ومنعت وزارة الثقافة والإعلام في السعودية دخول الرواية وتداولها في أراضيها، فيما تقدم الروائي عبد الله زايد بشكوى إلى هيئة حقوق الإنسان في بلاده مطالبا بتدخلها ومساعدته لرفع ما اعتبره ظلما تعرض له من الوزارة السعودية.